# Giacomo Filippo Maraldi
Giacomo Filippo Maraldi, također Jacques Philippe Maraldi (Perinaldo, Ligurija, 21. kolovoza 1665. – 1. prosinca 1729.), francusko-talijanski astronom i matematičar.  Nećak je Giovannija Cassinija. Stric je Jeana-Dominiquea Maraldija. 

## Životopis
Rođen u Perinaldu u talijanskoj pokrajini Liguriji. Većinu života radio je u Pariškom opservatoriju (1687. – 1718.). 
Od 1700. do 1718. radio je na katalogu zvijezda koje se prividno ne kreću. Od 1672. do 1719. naširoko je proučavao Mars.
Njegovo najslavnije astronomsko otkriće je otkriće da ledeni pokrovi na Marsu nisu točno na rotacijskim polovima tog planeta. Svibnja 1724. uvidio je da korona vidljiva tijekom pomrčine Sunca pripada Suncu, a ne Mjesecu., Otkrio je da je R Hydrae promjenljiva zvijezda. Pomogao je oko pregleda baziranog na pariškom podnevniku.
Pripisuje mu se također zasluga za prvo promatranje (1723.) onog što obično nazivamo Poissonovom točkom. Promatranje nije bilo priznato sve do ponovna otkrića te pojave u ranom 19. stoljeću, kad ju je uočio Dominique Arago. U vrijeme Aragova otkrića, Poissonova točka dala je uvjerljive dokaze za osporavanu valnu prirodu svjetla.
U matematici je najpoznatiji po kutu u rompski dvanaesterokut iz 1712. godine. Taj se kut njemu u čast zove Maraldijevim kutom.
1710. otkrio je da ploče pčelinjeg saća uvijek imaju isti kut, 109° 28' ako je tupi i 70° 32' ako je oštri kut. 
Dno radiličke i trutovske stanice kod pčela pravila ne šesterostrana prizma, čije su dno tri četverokutne plohe oblika romba. Ta se tri romba sastaju se u trostranu, tzv. Maraldijevu piramidu čiji vrh čine tri tupa od svakog romba. Do oblika Maraldijeve piramide došlo je od oblika polukugle mehaničkim zakonima, međusobnim pritiskom na dna.
Krateri na Mjesecu i Marsu dobili su ime u čast Maraldija i njegova nećaka.

## Vanjske poveznice
- Povijest promatranja Marsa
- Kratki životopis